# Quỷ học

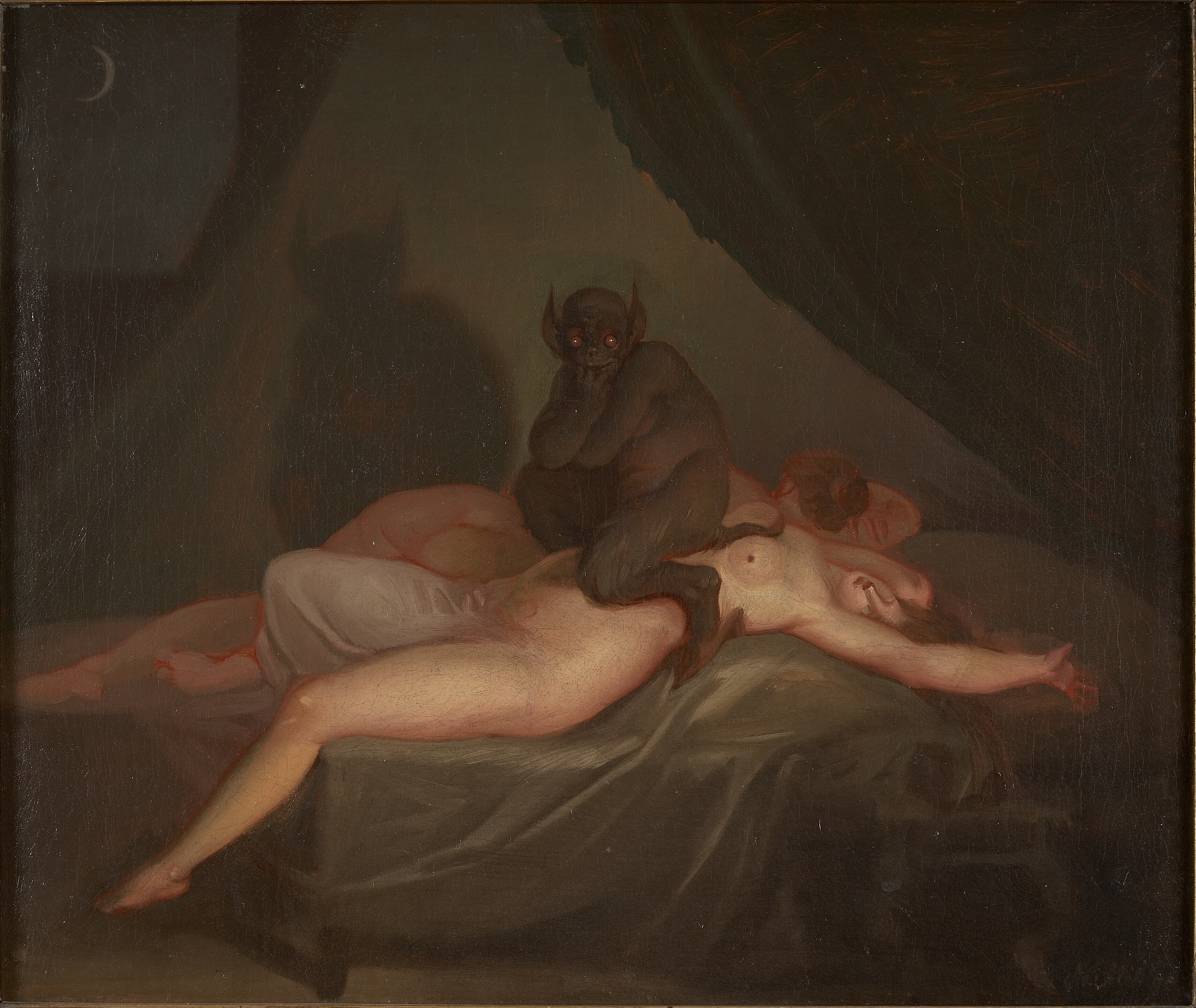
Họa phẩm về hình ảnh quỷ ám (bóng đè)

Quỷ học (Demonology) là môn nghiên cứu có phương pháp về ma quỷ hay tín ngưỡng về ma quỷ. Môn nghiên cứu này là một nhánh của thần học liên hệ đến các tồn tại siêu nhiên mà không phải thần linh. Nó nghiên cứu cả với những sinh thể thánh thiện không nằm trong vòng sùng bái hoặc giới hạn trong đó như các vị thần, và mọi loại sinh vật quái ác. Người chuyên môn hành nghề về quỷ học được gọi là quỷ học gia hay nhà quỷ học.
Từ nguyên của "demon" bắt đầu từ thời của Homer trở đi, nghĩa là sự sống thánh thiện, nhưng tên gọi trong tiếng Anh hiện nay hàm chứa ý nghĩa là hiểm ác. (Để giữ sự phân biệt, tiếng Anh khi đề cập đến các từ ngữ theo ý nghĩa trong tiếng Hy-lạp gốc thì sử dụng cách viết là "Daemon" hay "Daimon".)
Ma quỷ, khi được coi là linh hồn, có thể thuộc về cả hai hạng linh hồn được quan niệm vật linh nguyên thủy thừa nhận; cũng chính là nói, chúng có thể là người (nhân loại), hoặc có thể không phải con người (phi nhân), linh hồn có thể xuất ly hoặc linh hồn lìa khỏi xác mà chưa bao giờ ở trong một cơ thể. Một sự phân biệt rõ nét thường được rút ra giữa hai hạng này, nhất là ở người Melanesia, vài nhóm người Châu Phi và những nơi khác; hay ví dụ loài Jinn (cự linh) ở Ả-rập không thể làm biến hóa linh hồn con người được; đồng thời các hạng này thường được quan niệm như là sản sinh những kết quả tương đồng với nó như bệnh tật.

## Từ nguyên
Từ "demonology" đi từ chữ δαίμων (daimōn) – nghĩa là "thần, thần lực, Thượng đế", và chữ λογία (logia) – tức là "giảng nghĩa, giải thích", trong tiếng Hy-lạp.

## Sự hiện diện của quỷ trong các nền văn hóa
Một số nhà khoa học cho rằng vạn vật trong vũ trụ đều nằm trong sự chi phối của linh hồn. Mỗi linh hồn sẽ đảm nhận nhiệm vụ kiểu soát một nguyên tố tự nhiên hoặc thậm chí là một vật thể nhất định, và tất cả chúng sẽ nằm dưới sự chi phối của một linh hồn cấp cao hơn Lấy ví dụ như những người Inuit tin vào sự hiện diện của linh hồn của biển đất và trời, gió, mây, và tất cả mọi thứ trong tự nhiên. Họ tin rằng tất cả mọi thứ từ những bờ vịnh nhỏ trên biển đến những hòn đảo hay những tảng đá nổi bật đều có một vị thần hộ mệnh của riêng mình. Trong số chúng tồn tại những thể mang tính cách hung hãn, thường xuất hiện bởi lòng ham muốn của con người với thể giới siêu nhiên  Theo như văn hóa của người Hàn Quốc, có vô số ma quỷ đang tồn tại trong tự nhiên; chúng tồn tại cả trong những tòa nhà và có mặt tại mọi địa điểm.
Các triết gia Hy Lạp như Porphyry, người chịu ảnh hưởng bởi chủ nghĩa Platon, đồng thời là cha sứ tại một nhà thờ thuộc Giáo hội Kitô giáo, cho rằng thế giới tràn ngập các linh hồn,, sau nay niềm tin của ông được củng cố thêm rằng ma quỷ nhận được sự thờ phượng từ những người tà giáo chống lại thần linh.

## Đặc điểm của thế giới tâm linh
Trong hầu hết các nền văn hóa trên thế giới, sự ác cảm với thế giới tâm linh không hề phổ biến. Tại Trung Phi, người Mpongwe tin vào những linh hồn bản địa hiệt như những người Inuit, nhưng họ tin rằng chúng đa phần là vô hại đối với cuộc sống con người. Khi đi ngang qua những nơi trú ngụ của những linh hồn thì những người qua đường thường phải mang theo những vật cúng nho nhỏ như một món quà dành tặng đến những linh hồn ở nơi đây. Những hành vi quấy phá nhỏ đôi lúc xảy ra như ném cây xuống người qua đường  được người bản địa tin rằng ra do những linh hồn gọi là Ombuiri gây nên.
Chính vì vậy mà phần lớn linh hồn, đặc biệt là những loại liên quan đến hoạt động của tự nhiên, thường được coi là trung lập hoặc thậm chí là hiền hòa với con người: những người nông dân Châu Âu chỉ sợ hãi chọc phải vị Thần thực vật khi đào những rãnh ngô và lấy đi tài sản của thần thực vật trên lãnh thổ của họ; tương tự như vậy, không có lý do gì mà những linh hồn ít tương tác với con người hơn lại được coi là có ác ý, và chúng ta cũng đã khám phá ra rằng vị thần Petara của Người Dayak khác xa với thứ gọi là hung tàn và hiểm ác, mà ngược lại được coi là người bảo vệ con người trong thầm lặng.

## Sách tham khảo
- Bamberger, Bernard Jacob, (ngày 15 tháng 3 năm 2006). Fallen Angels: Soldiers of Satan's Realm. Jewish Publication Society of America. ISBN 0-8276-0797-0
- Rémy, Nicholas (1974). Demonolatry. University Books.

 Bài viết này bao gồm văn bản từ một ấn phẩm hiện thời trong phạm vi công cộng: Chisholm, Hugh, biên tập (1911). "Demonology". Encyclopædia Britannica (ấn bản thứ 11). Cambridge University Press.